# جورج دبليو. سيرز
جورج دبليو. سيرز (بالإنجليزية: George W. Sears)‏ هو عالم بيئة وكاتب أمريكي، ولد في 2 ديسمبر 1821، وتوفي في 1 مايو 1890 في بنسيلفانيا في الولايات المتحدة.